# Phaethornis longuemareus
El ermitaño chico de pecho blanco o ermitaño chico (Phaethornis longuemareus), también denominado ermitañito pequeño (en Venezuela), es una especie de ave apodiforme de la familia Trochilidae, perteneciente al numeroso género Phaethornis. Es nativo del noreste de América del Sur.

## Distribución y hábitat
Se distribuye por la costa atlántica desde el noreste de Venezuela (Sucre y Monagas), en Trinidad, norte de Guyana, norte de Surinam hasta la Guayana Francesa. Posiblemente también en el adyacente extremo noreste de Brasil (norte de Amapá).
Esta especie es considerada común a localmente común en sus hábitats naturales: el sotobosque y los bordes de selvas húmedas, donde prefiere lugares más abiertos con Heliconias florecidas, desde bosques de manglar y pantanos hasta crecimientos secundarios densos. Hasta los 700 m de altitud.

## Descripción
Está entre los menores colibríes, mide en promedio 8,4 cm de longitud y pesa alrededor de 3 g. Por arriba es verde oliváceo con rabdilla y las coberteras superiores de la cola rufo pálido; la cola es graduada, las rectrices centrales más largas, generalmente esverdeadas oscuras y con ampliios ápices blancos o beige. Los lados de la cabeza, incluyendo los auriculares, son negruzcos, bordeados por arriba y por abajo por listas pos-ocular y de la garganta blancuzcas o beige. El centro de la garganta es oscuro, o manchado de oscuro. Las partes inferiores son beige acanelado, y las cobertoras inferiores de la cola son blancas. La mandíbula superior es negra y la inferior es amarilla con punta negra. La garganta del macho es ligeramente más oscura que la de la hembra.

## Reproducción
Los machos se reúnen en arenas comunitarias, denominadas leks donde cantan y mueven la cola para atraer las hembras. El canto varía a lo largo de su rango pero típicamente es alto, chirrido y complejo y repetido incansablemente.
El ermitaño chico pone dos huevos en un nido cónico suspendido bajo una gran hoja. La incubación y el período de cría no están documentados, pero probablemente dichos períodos se corresponden con 14–16 días para la incubación y otros 20–23 días para la cría de los polluelos.

## Alimentación
Esta especie se alimenta de néctar de una gran variedad de flores (por ejemplo, Heliconia) y algunos pequeños insectos.

## Sistemática

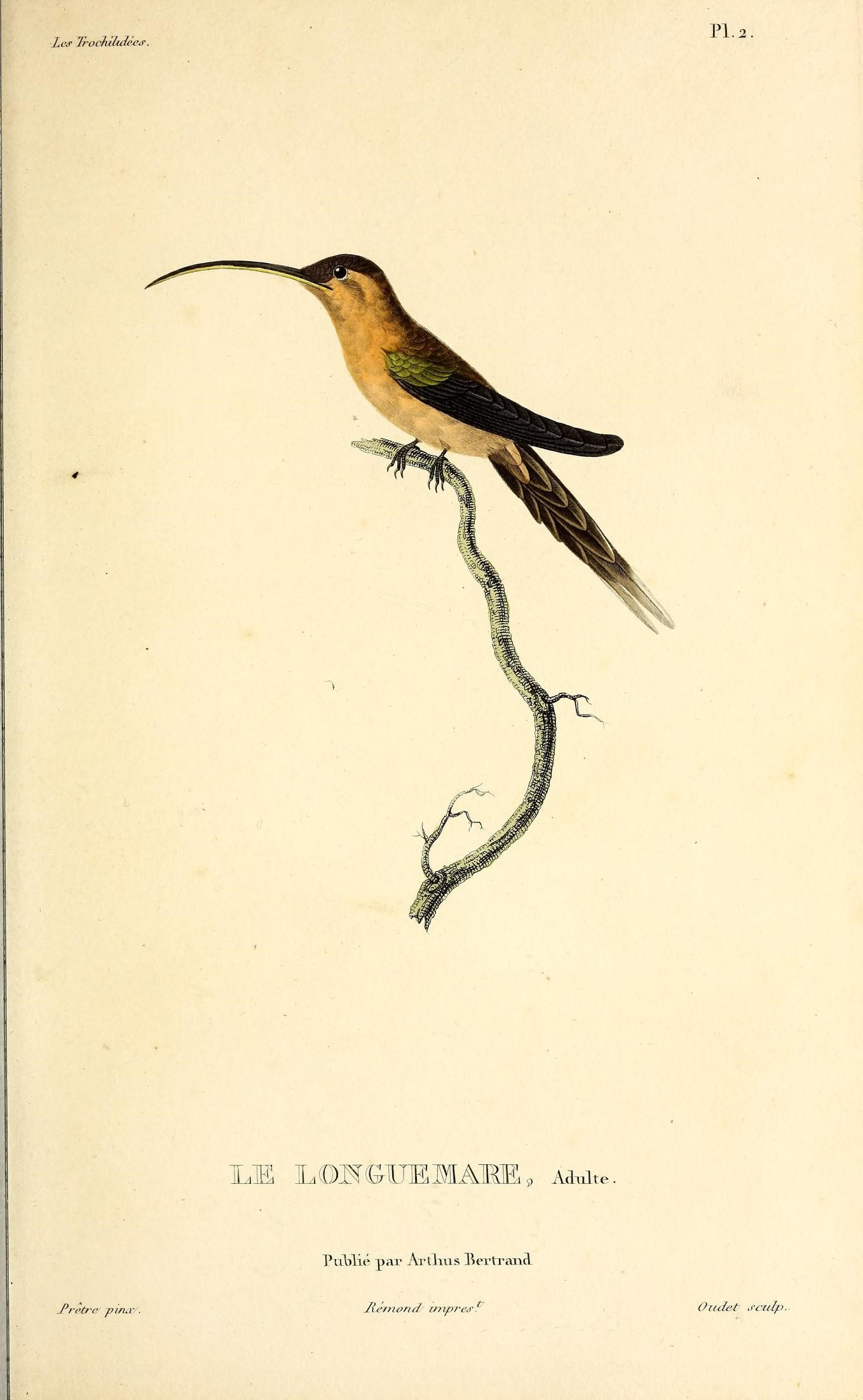
Trochilus longuemareus, ilustración en Lesson Les trochilidées, 1832.

### Descripción original
La especie P. longuemareus fue descrita por primera vez por el ornitólogo francés René Primevère Lesson en 1832 bajo el nombre científico Trochilus longuemareus; su localidad tipo es: «Cayena, Guayana Francesa».

### Etimología
El nombre genérico masculino «Phaethornis» se compone de las palabras del griego «phaethōn» que significa ‘sol’ y «ornis» que significa ‘pájaro’; y el nombre de la especie «longuemareus», conmemora al ornitólogo y recolector francés Agathe François Gouÿe de Longuemare (1792–1866).

### Taxonomía
Anteriormente, la presente especie era ampliamente definida y abarcaba desde México hasta el sureste de Brasil, los ermitaños pequeños Phaethornis striigularis, P. atrimentalis y P. idaliae ya fueron tratados como subespecies de la presente y separados como especies plenas.
Más recientemente la especie Phaethornis aethopygus, el ermitaño del Tapajós, antes tratada como una subespecie de la presente o como un híbrido, fue reconocida no solamente como taxón válido, sino también como especie plena con base en los estudios de Piacentini et al. (2009). La separación fue reconocida en la Propuesta No. 442 al Comité de Clasificación de Sudamérica (SACC).
Actualmente es monotípica.